# Квас
Квас, сирівець — традиційний слов'янський напій отриманий способом «живого» бродіння. Також його традиційно роблять в Литві (лит. gira) та Латвії (латис. kvass, dzersis). Квас виготовляли переважно з житнього борошна або житнього хліба і солоду. Об'ємна частка етилового спирту у квасі становить не більше 1,2 %.
Не слід плутати із напоєм так названої лимонадної технології на барвниках, ароматизаторах та підсолоджувачах, продукція якої виробниками маркується як «квас» — це креатив рекламних технологій на основі національного фольклору.[джерело?]
Квас — найдавніший і найпоширеніший літній напій, відомий ще з часів Русі. Вже тоді розрізняли кваси черстві (свіжі) та викислі. Від 1056 р. зафіксовано першу згадку про алкогольний напій під назвою «квас», — він вважався найміцнішими трунком, який вміщував найбільшу кількість сивушних масел. Проте, слід зазначити, що оскільки у Х—ХІ ст. поняття «пиво» вживалося для означення будь-якого напою, так і поняття квас слугувало для означення широкого спектра напоїв, отриманих шляхом бродіння. Семантичний зсув, очевидно, відбувся внаслідок глибшої конкретизації та появи у мові нових слів.
У ньому містяться вуглеводи, білки, вітаміни групи В, сполуки кальцію, мангану, фосфору та магнію, які легко засвоюються організмом людини. Хімічний склад квасу визначає його дієтичні і навіть лікувальні властивості. Цей напій тамує спрагу і стимулює секрецію травних залоз, тим самим сприяючи підвищенню апетиту і кращому засвоєнню їжі.
Також існують різновиди квасу, приготовані з садовини й овочів: щавлю, суничний, журавлиновий, смородиновий, грушевий, яблучний, малиновий, буряковий, ревеневий, морквяний.
Подають квас охолодженим у графинах, п'ють із склянок або кухлів.

## Історія квасу
Напої, які готувалися із сумішей борошна із солодом шляхом зброджування і заварювання, відомі ще з часів древніх цивілізацій. Так, трунки подібні до квасу вміли готувати ще тисячі років тому в Шумері та Стародавньому Єгипті під час правління фараонів.
Перша літописна згадка про квас у Київській Русі сягає 989 року й належить до періоду хрещення Русі.

## Харчові якості

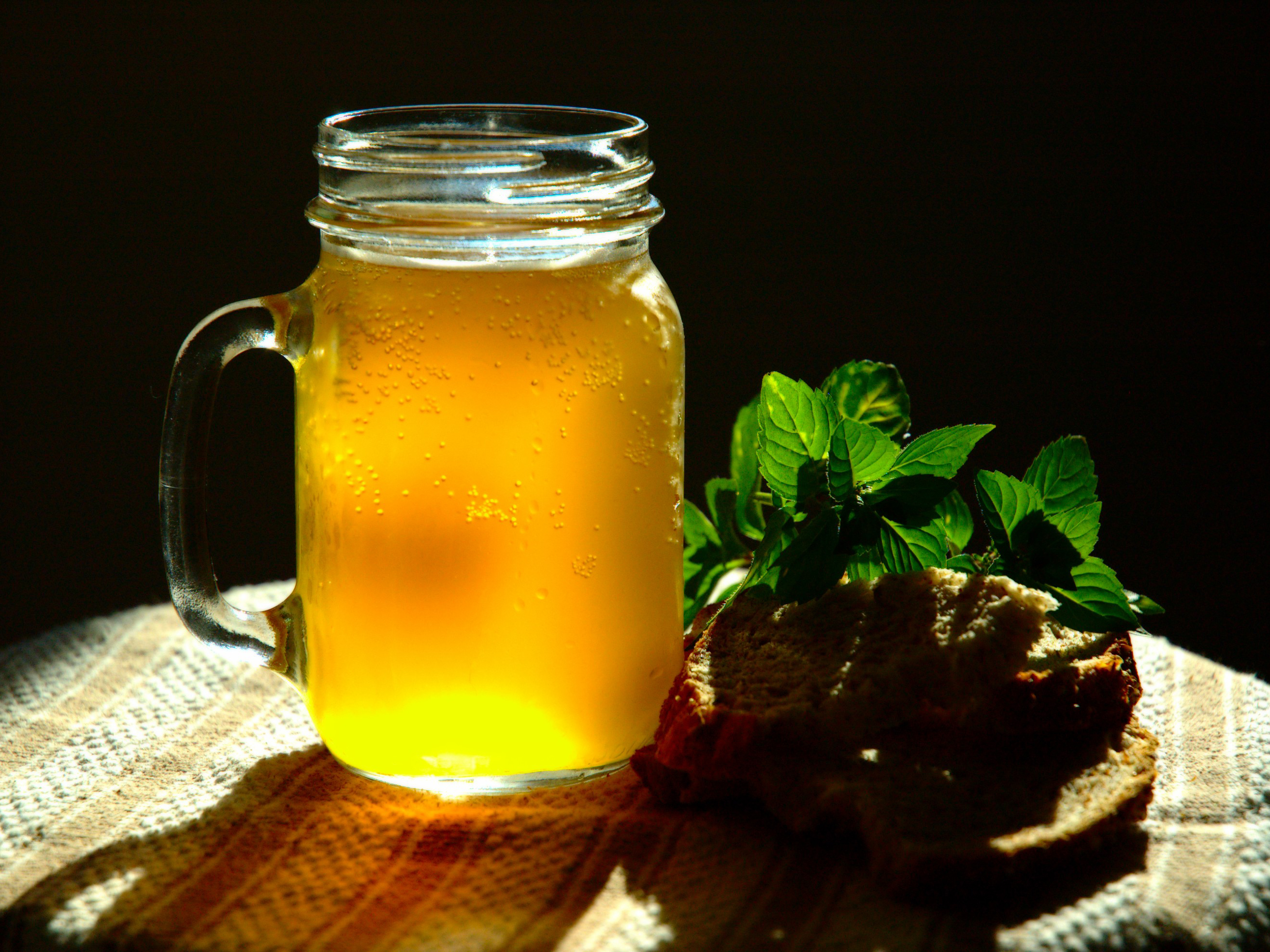
Квас з м'ятою

Квас, так само як і всякий продукт молочнокислого бродіння, винятково сприятливо діє на органи травлення, вбиваючи шкідливі бактерії. Він регулює обмін речовин і функції центральної нервової системи, поліпшує діяльність серцево-судинної системи, а також сприяє поліпшенню апетиту.
У народній медицині квас вживають при пропасницях, застуді, водянці, деяких захворюваннях кишки, як сечогінне і проносне.

## Сировина

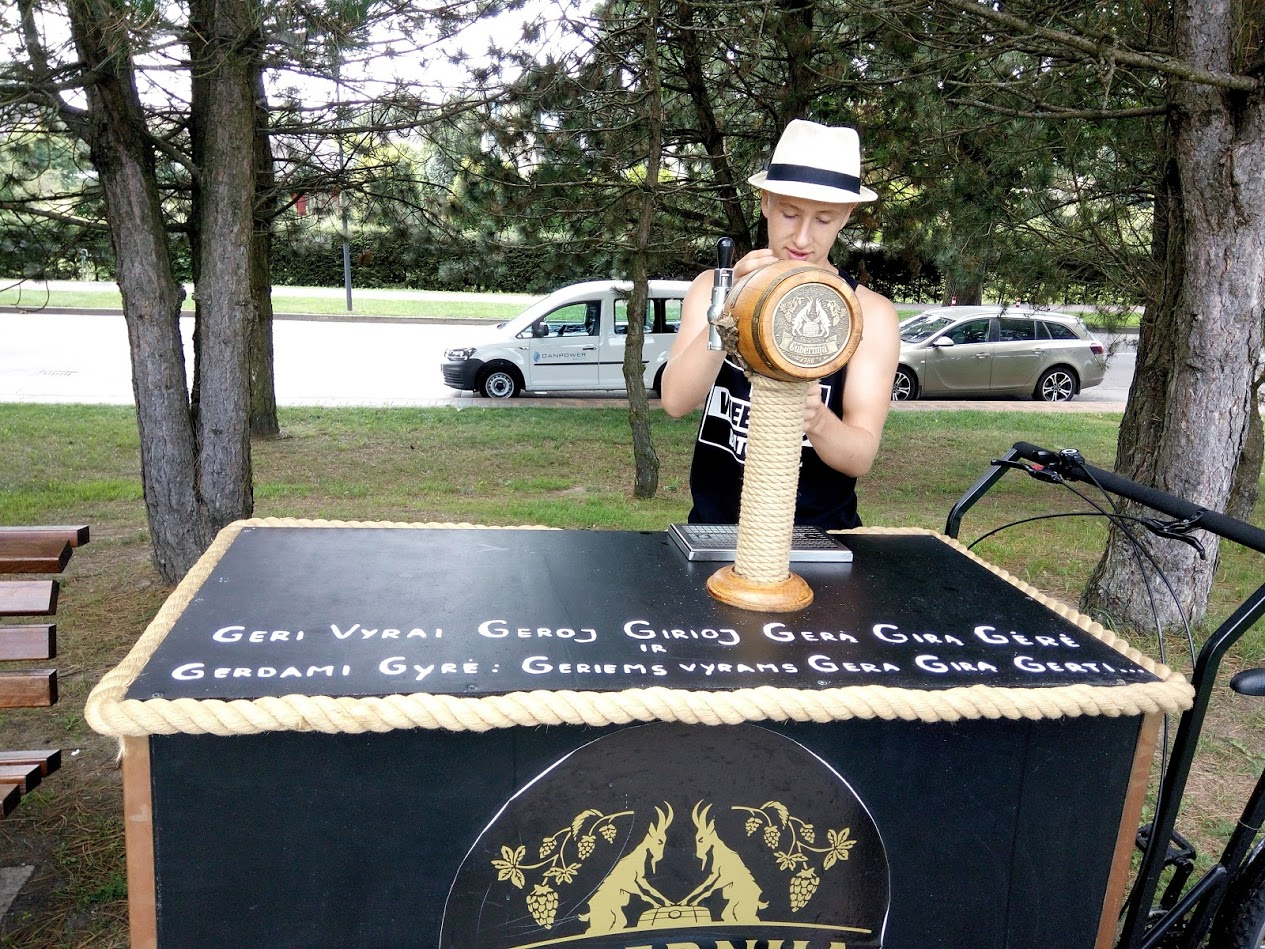
Продаж квасу на вулиці в Литві. На столі написана литовська скоромовка, дослівно, «Добрий чоловік п'є добрий квас у доброму лісі»

Для приготування квасів використовують свіжі фрукти, ягоди, фруктові соки та сиропи, ревінь, мед. Квас готують з чорного хліба (хлібний квас), солодового екстракту, фруктово-ягідних соків з додаванням для бродіння пекарських дріжджів, а для смаку — м'яти, цедри апельсина або лимона, а також цукру або меду, родзинок, лимонної кислоти. Якщо цукру багато, бродіння квасу відбувається повільніше, ніж коли його мало. Проте, якщо квас повністю зброджується, то він не піниться, втрачає свої специфічні властивості як освіжальний напій. Щоб припинити зброджування, квас зберігають у холодному приміщенні не більш як 2 тижні.
Технологічний процес виготовлення квасів полягає у приготуванні квасного сусла та його бродінні.

## Квасне сусло
Квасне сусло — водний розчин екстрактивних речовин фруктової, ягідної та іншої сировини, призначеної для зброджування. Для бродіння сусла застосовують хлібопекарські дріжджі. Посудину з суслом накривають кришкою і ставлять для бродіння при температурі 20—25 °С. Бродіння триває від 6 год до 2 діб. Готовий квас проціджують, охолоджують і зберігають у прохолодних приміщеннях. Використовують його протягом 2—3 днів. Довше зберігати квас не рекомендується, бо він втрачає смак, стає кислим.
Готовий до вживання квас має бути пінистим, ігристим та мати приємний кисло-солодкий смак. Його треба міцно закупорювати.

## Способи приготування

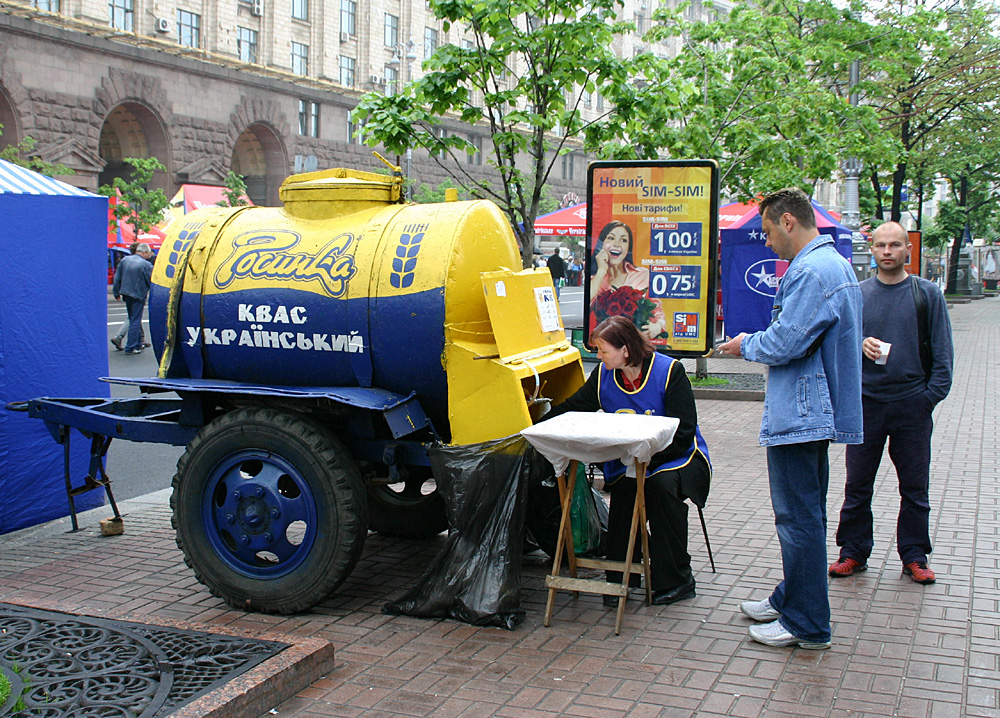
Продаж квасу з діжки у Києві

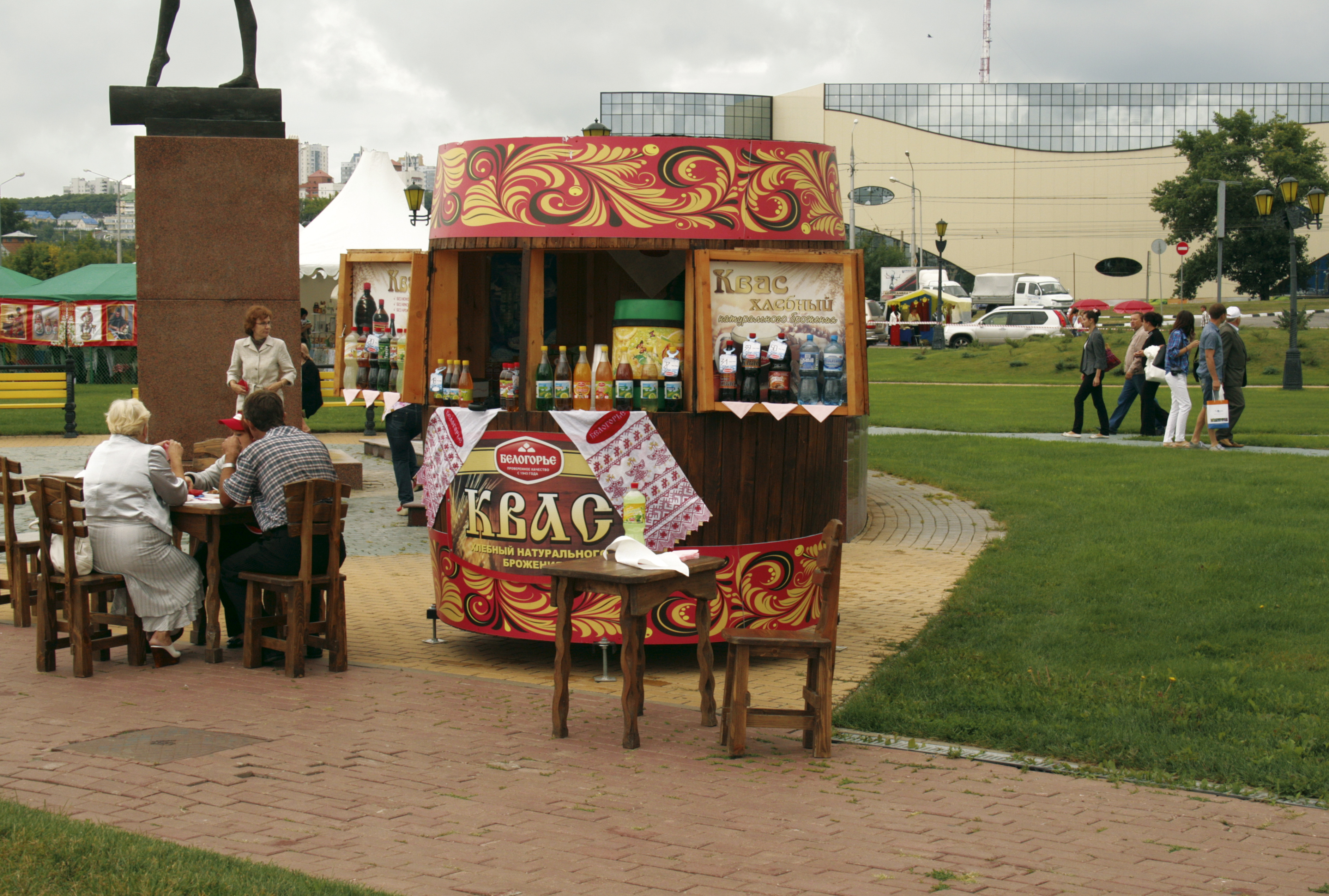
Продаж квасу з бочки у Бєлгороді

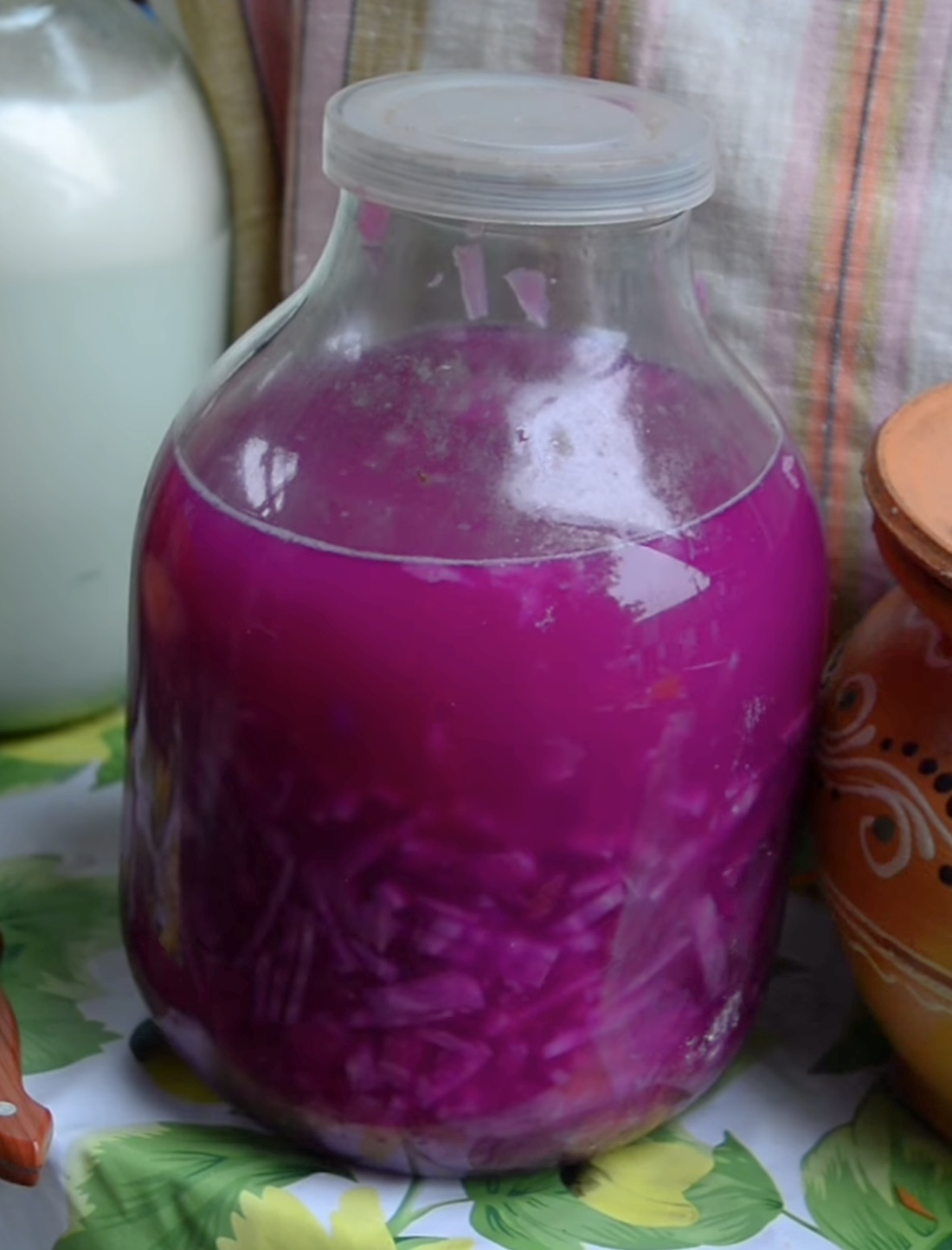
Буряковий квас, із якого роблять традиційний український борщ

Давній спосіб приготування сирівцю був такий. Житнє, ячмінне, вівсяне підсмажене зерно або солод додавали у діжку з запареними сухарями. Квас мав червонуватий колір і кисло-солодкий смак.
Цей спосіб приготування ще й досі зустрічається подекуди на Полтавщині, Чернігівщині, Київщині. На Катеринославщині, Херсонщині до квасу клали малай на розчині з пшоняного чи кукурудзяного борошна. Сирівець готували без цукру, але пасічники додавали для смаку шматок медового стільника.
Споживали сирівець протягом усього року, але найбільше — навесні та влітку, коли з нього робили холодник, і заправляли ним зелений борщ. Сирівець і нині є популярним народним напоєм.
У XVIII—XX ст. сирівець виготовляли у такий спосіб. Підсмажений житній хліб заливали окропом, охолоджували до кімнатної температури, додавали шматок хлібного розчину або дріжджі, накривали й лишали на кілька днів у теплому місці, стежачи, щоб квас не перекисав. Перед вживанням сирівець відціджували. Готовий напій розливали у пляшки, закорковували й зберігали у льосі. Деякі господині заміняли розчин запареним і охолодженим хмелем.
Сучасний спосіб приготування виглядає наступним чином: нарізують скибочками 1,5 кг житнього хліба, підсушують його в духовій шафі до підрум'янення. Сухарі ламають на дрібні частинки, заливають в емальованому посуді (наприклад, відрі) окропом (10 л) і залишають на 3—4 год. Коли сусло зовсім вистигне, його проціджують (рідина повинна бути прозорою, з коричневим відтінком), додають 800 г цукру і розтерті з цукром дріжджі (20—30 г). Посудину прикривають і залишають на 12 годин. Після цього настій розливають в пляшки, поклавши на дно кожної по 2—3 родзинки. Пляшки щільно закорковують і тримають квас перші доби в теплі, а після цього ставлять в холодне місце. Найсмачніший квас виходить через чотири дні.

## Квас із березового соку
У Білорусі квас готують з березового соку. У бочку з березовим соком занурюють на мотузці торбинку з підсмаженими скоринками житнього хліба. Протягом двох діб з скоринок в сік переходять дріжджі і починається процес бродіння. Потім в бочку насипають відро дубової кори як консервуючий (дубильний) засіб, а для аромату — вишні і стебла кропу. Бочку закупорюють. Через два тижні квас готовий до вживання і може зберігатися цілу зиму.

## Молочний квас
- Молочний квас — сучасний продукт на основі молочної сироватки. Смак — ледь різкуватий, добре втамовує спрагу, одночасно проявляє корисні властивості молочної продукції.
- Rivella — швейцарський газований напій на основі молочної сироватки. Виготовляється з 1952 року та вважається національним напоєм Швейцарії.

## Подібні напої
- До безалкогольних напоїв бродіння, крім класичного хлібного квасу, відносять напій, приготований на основі «чайного грибу», який ще має назву «комбуча» — напій отриманий шляхом бродіння солодкого чаю, за допомогою зооглеї — симбіозу оцтовокислих бактерій із дріжджами[9].